# Історія Європейської спільноти (1973–1993)
У період між 1973 та 1993 роками відбулася трансформація Європейської Спільноти в Європейський Союз та закладено основи економічного та монетарного союзу. Посилюється вплив Європейського Парламенту у справах ЄС, і з 1979 року громадяни вперше можуть безпосередньо обирати членів цього парламенту. Кількість держав-членів ЄС збільшилася з шести до дванадцяти. У 1987 році було підписано Єдиний європейський акт, що забезпечив основу для грандіозної шестирічної програми, спрямованої на усунення проблем із вільною торгівлею через кордони ЄС. Внаслідок великого політичного перевороту вперше за 28 років кордон між Східною та Західною Німеччинами було відкрито, що призвело до возз'єднання країни. У 1993 році завершується створення «Спільного ринку» з прийняттям «чотирьох свобод» щодо переміщення товарів, послуг, людей та грошей. Поступово ЄС набуває рис єдиної державності, контури якої проступають в економіці, політиці та в соціальній сфері.

## Перші вибори до Європейського Парламенту

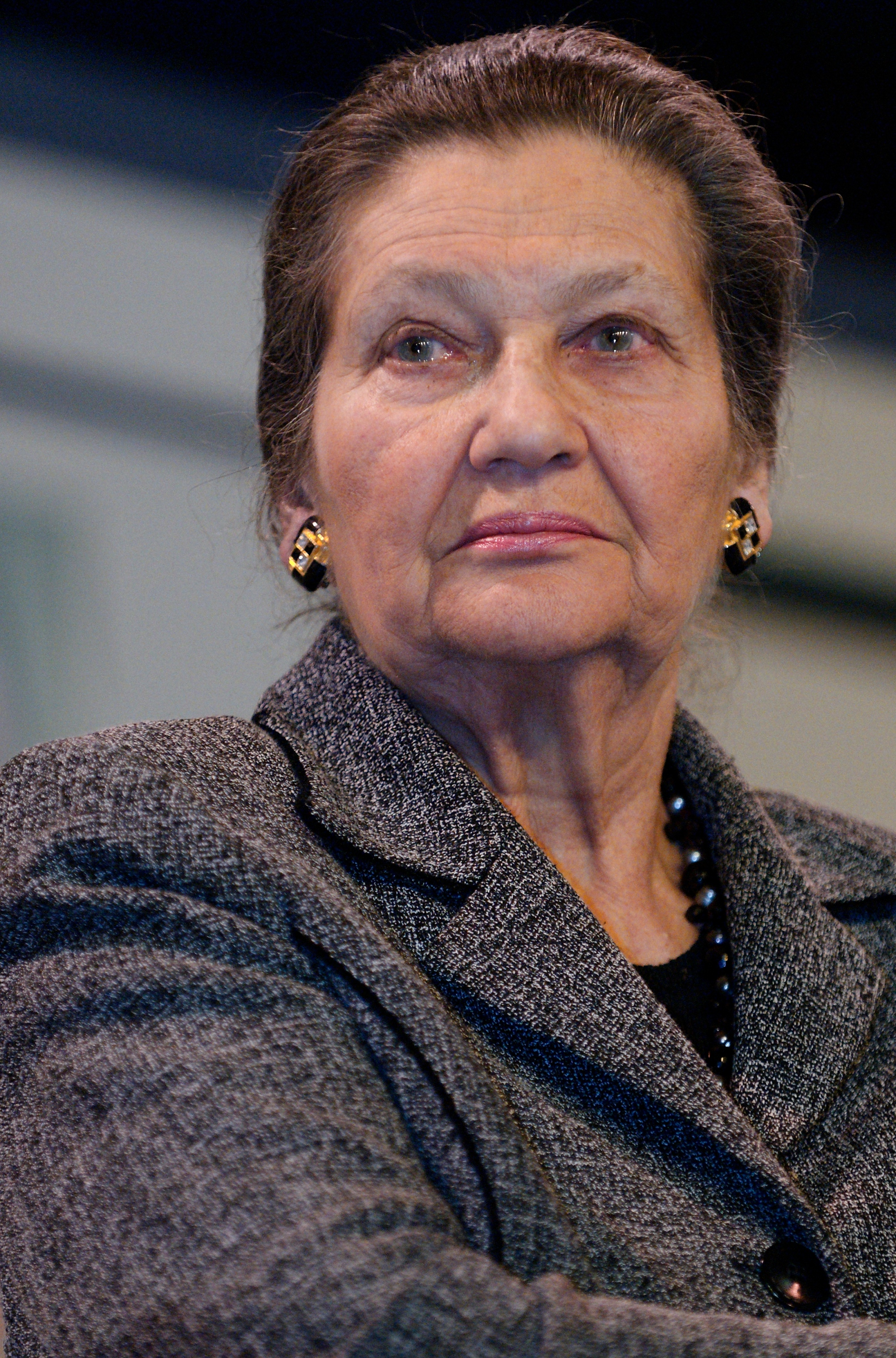
Сімона Вейль, перша жінка-Президент Європейського парламенту

Результати виборів 1979 року
Європейська народна партія (фракція)(107 місць)
Фракція соціалістів (113 місць)
Фракція лібералів та демократів (40 місць)
Фракція незалежних членів (11 членів)
Фракція комуністів (44 місця)
Фракція Європейських демократів (44 місця)
Фракція Прогресивних європейських демократів (22 місця)
Позафракційні (9 місць)

Створений відповідно до Римського договору 1957 р. Європейський Парламент (названий у договорі Асамблеєю) не був демократичним органом у повному значенні цього слова, адже складався з представників країн ЄС, які мали бути членами національних парламентів. Таким чином, євродепутати не обирались, а були делеговані до її складу національними парламентами держав-членів Європейських Співтовариств. Як невиборний орган Парламент спочатку мав лише консультативні й контролюючі функції. 20 вересня 1976 року Рада Європейських Співтовариств прийняла Акт про загальні прямі вибори до Європейського Парламенту у дев‘яти державах-членах Співтовариства. За цим актом формування Європарламенту почало здійснюватись безпосередньо громадянами держав, які входять до складу ЄС, на основі системи пропорційного представництва політичних партій. Державам-учасницям дозволено визначати величину прохідного бар'єра, який, однак, не може перевищувати 5% голосів виборців.
З 1979 року Європейський Парламент набув характеру реального представницького органу, оскільки став обиратися прямим загальним голосування раз на п'ять років. Маастрихтський договір 1992 року суттєво розширив повноваження Європарламенту. Ним було закріплено провідне місце Парламенту серед інших інституцій, створених в рамках ЄС.
17 липня 1979 року, після проведення перших прямих виборів до Європарламенту, на відкритті засідання в Страсбурзі, СімонеВеіл (Simone Veil) — депутат від Франції, абсолютною більшістю голосів була обрана Президентом Європейського Парламенту. Загалом громадяни дев'яти країн ЄЕС обрали 410 депутатів: 82,5% чоловіків і 17,5% жінок.. Явка виборців на виборах 1979 року склала у середньому — 63%, цей показник залишається найвищим за історію виборів.

## Друге і третє розширення

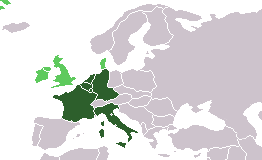
1973 — перше розширення: Данія, Ірландія, Велика Британія

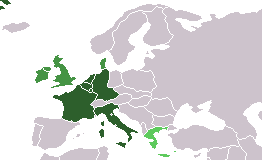
1981 — друге розширення: Греція

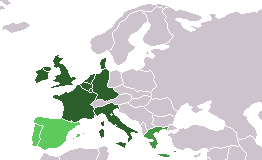
1986 — третє розширення: Іспанія і Португалія, Ґренландія виходить з ЄЕС

Перше розширення Європейського Співтовариства відбулось 1 січня 1973 року, коли до шістки приєднались Велика Британія, Данія та
Ірландія. Для всіх трьох країн був передбачений чотирирічний перехідний період, щоб ввести загальний митний тариф ЄЕС у торгівлі із третіми країнами й повністю скасувати мита в торгівлі промисловими товарами з партнерами по Співтовариству.
Друге й третє розширення пов'язане з вступом у ЄС Греції (1981 р.), Португалії та Іспанії (1986 р.). Греція подала заявку на вступ до ЄЕС у червні 1975 і стала членом спільноти 1 січня 1981. Португалія та Іспанія подали заявки в 1977 і стали членами ЄЕС з 1 січня 1986. Якщо перше розширення в однаковій мірі було обумовлене економічними й політичними інтересами «шістки» й «трійки», що вступала, то цього разу домінували політичні міркування. Прийняття трьох країн, які лише недавно покінчили з недемократичними режимами, розглядалося як ґарантія їхнього демократичного розвитку, що й реалізовувалось Співтовариством. В економічному плані, ефект другого й третього розширення був істотним для держав, що вступили, і незначним для країн «дев'ятки».

## Європейська валютна система
У 1978 р. країни Європейського економічного співтовариства уклали угоду про створення Європейської валютної системи (ЄВС), що набрала чинності в 1979 р. Вона об'єднала валюти держав-учасниць через механізм обмінних курсів, який регулював їхні відхилення від «європейської грошової одиниці» — екю (англ. European Currency Unit, ECU). Введення екю мало зменшити коливання валютних курсів, витіснити з міжнародних розрахунків долар США, стимулювати подальший розвиток інтеграційних процесів через забезпечення передумов формування єдиного валютного ринку ЄС. Після непевного старту, Європейська монетарна система (ЄМС) допомогла країнам-учасницям боротися з інфляцією та відновити економічне зростання; стала перехідним етапом на шляху до економічного та монетарного союзу. Зараз ця система трансформувалась у запровадження євро.

## Комісія Делора
У січні 1985 року Жак Делор, французький економіст і політик, видатний європейський діяч, призначається керівником Комісії Європейських Спільнот (працювала до 1995 року). На цій посаді готував Єдиний Європейський Акт (1986 рік), який проклав шлях до завершення формування єдиного ринку до 1993 року (програма «1992»). Сприяв трансформації Європейської Спільноти в Європейський Союз. У своєму «плані Делора ІІ» (попередній «план Делора І» підготував успіх Єдиного Європейського Акту) заклав підґрунтя економічного й монетарного союзу.

## Возз'єднання Німеччини

Федеративна Республіка Німеччина і Німецька Демократична Республіка

9 листопада 1989 року внаслідок великого політичного перевороту було знесено Берлінську стіну, і кордон між Східною та Західною Німеччинами було відкрито вперше за 28 років, що призвело до возз'єднання Німеччини, коли у жовтні 1990 року Східна і Західна Німеччини знову об'єдналися. Процес об'єднання Німеччини став наслідком загальної кризи соціалістичного ладу, зокрема гострої кризи в СРСР. Громадяни країн східної частини Європи обрали нові уряди, що позбулися
жорсткого комуністичного ладу.

## Програма Еразмус
З другої половини 80-х років все більшої ваги для ЄС набуває ідея значущості людських ресурсів для підвищення конкурентоспроможності національних економік. У цьому контексті з 1986 року розпочинається обмін студентами, викладачами та учнями. У 1987 році Європейська комісія остаточно затверджує програму Еразмус. Її основною метою було сприяння співпраці між університетами та мобільності студентів в кордонах ЄС. Терміни навчання і стажування тривав в залежності від програми від 3 місяців до 1 року. Для багатьох європейських студентів, участь у програмі Еразмус створила першу можливість пожити і повчитися закордоном. Як наслідок, «досвід Еразмус» відомий як культурний феномен і розглядається студентами не тільки як можливість отримати додаткову освіту, але і як можливість соціального розвитку і налагодження зв'язків з однолітками з інших країн.

## Єдиний Європейський Акт
Центральною подією цього періоду став Єдиний європейський акт (ЄЄА), підписаний у лютому 1986 року. Він визнав наявність в ЄЕС спільного ринку і що поставив завдання переходу до єдиного внутрішнього ринку, а також створення в рамках ЄС єдиного правового простору і єдиної економічної сфери для господарської діяльності юридичних і фізичних осіб. Документ модифікував Римські договори і подав програму переходу до 1993 року до єдиного внутрішнього ринку, який базуватиметься на 4 свободах:
- вільного руху товарів;
- вільного руху осіб;
- вільного руху капіталу;
- вільного руху послуг.

ЄЄА одночасно посилив роль Парламенту та розширив поле діяльності ЄЕС до соціальної політики, охорони навколишнього середовища та наукових досліджень .

## Заснування і розвиток «Європи без кордонів»

### Шенгенська угода
За договором, підписаним в містечку Шенгені (Люксембург) 14 червня 1985 р., Бельгія, Люксембурґ, Нідерланди, Німеччина та Франція погодилися поступово скасовувати контроль на спільних кордонах і запроваджувати свободу пересування для всіх громадян країн ЄС, які підписали цю угоду, інших держав-членів та громадян третіх країн. Ті ж п'ять країн підписали 19 червня 1990 р. Шенгенську конвенцію, у якій викладено заходи та гарантії щодо запровадження свободи пересування. Шенгенська конвенція доповнює відповідні внутрішні заходи і підлягає ратифікації в національних парламентах. Відтоді до числа країн, що підписали Конвенцію, приєдналися Італія (1990), Іспанія та Португалія (1991), Греція (1992), Австрія (1995), Швеція, Фінляндія і Данія (1996); Конвенцію підписали також Ісландія та Норвегія.

### Маастрихтський договір
Маастрихтський договір або формально, Договір про утворення Європейського Союзу був підписаний 7 лютого 1992 року в місті Маастрихт (Нідерланди) між членами Європейської спільноти і набрав чинності 1 листопада 1993. Це призвело до утворення Європейського Союзу. Договір став результатом окремих консультацій стосовно політичного і валютного союзів. Маастрихтський договір передбачав запровадження спільної валюти євро та засновану на трьох стовпах структуру ЄС. Зазначений договір удосконалив механізм прийняття рішень та поширив кількість випадків голосування кваліфікованою більшістю. Європейський парламент був поставлений на перше місце серед інститутів ЄС. Країни члени ЄС були зобов'язані утримуватись від дій, які суперечать цілям Європейського Союзу та зобов'язувались сприяти підвищенню ефективності діяльності ЄС на міжнародній арені.
Європейський Союз об'єднав Європейські спільноти та дві інших підвалини політичної співпраці: спільну зовнішню та безпекову політику і співпрацю у сфері правосуддя та внутрішніх справ. Проте національне право вето в питаннях зовнішньої політики було
збережено. Також договором запроваджувалися посади європейського омбудсмена, європейського інспектора з захисту даних, Комітет регіонів, узгоджувалась процедура спільного ухвалювання рішень, а також розширювалась сфера застосування процедури голосування кваліфікованою більшістю. Ратифікація Договору про ЄС наразилася на значні перешкоди. Зокрема, референдум у Данії 1992 року відкинув її; лише повторний референдум наступного року відкрив шлях до ратифікації Угоди.
| Договір                                                         | Встановлений/Змінений | Підписаний в                             | Підписаний                    | Набув чинності   | Закінчився |
| --------------------------------------------------------------- | --- | ---------------------------------------- | ----------------------------- | ---------------- | ---------- |
| Другий договір про бюджет                                       | Змінив попередній - Більшу частину функцій Бюджету ЄС переніс на Європейський парламент. Встановив Європейський суд аудиторів                                                   | Брюссель, Бельгія                        | 22 липня 1975                 | 1 червня 1977    | діє        |
| Договір приєднання 1979                                         | Приєднав Грецію | Афіни, Греція                            | 28 травня 1979                | 1 січня 1981     | діє        |
| Гренландський договір                                           | Вихід Ґренландії з ЄС | Брюссель, Бельгія                        | 13 березня 1984               | 1 січня 1985     | діє        |
| Договір приєднання 1985                                         | Приєднав Іспанію і Португалію | Мадрид, Іспанія Лісабон, Португалія      | 12 червня 1985                | 1 січня 1986     | діє        |
| Шенгенська угода                                                | Встановила відкриті кордони | Шенген, Люксембург                       | 14 червня 1985                | 26 березня 1995  | діє        |
| Єдиний Європейський Акт                                         | Змінив попередній - Введено поняття єдиного ринку і Європейську політичну співпрацю                                                                                             | Люксембург, Люксембург Гаага, Нідерланди | 17 лютого 1986 28 лютого 1986 | 1 липня 1987     | діє        |
| Маастрихтська угода source text (Договір про Європейський Союз) | Європейський Союз Змінив попередній - Встановлена Європейська спільнота, основи ЄС. Встановлені основи міжурядової спільної зовнішньої і безпекової політики і внутрішніх справ | Маастрихт, Нідерланди                    | 7 лютого 1992                 | 1 листопада 1993 | діє        |